# Nashua and Rochester Railroad
Die Nashua and Rochester Railroad (N&R) ist eine ehemalige Eisenbahngesellschaft in New Hampshire (Vereinigte Staaten). Sie bestand als eigenständige Gesellschaft von 1867 bis 1883.

## Geschichte
Die Gesellschaft wurde am 5. Juli 1867 gegründet, um eine direkte Verbindung zwischen New York City und Portland herzustellen. Hierzu fehlte noch der Abschnitt von Nashua bis Rochester. Den Anschluss in Richtung New York stellte die Worcester and Nashua Railroad her, den Anschluss nach Portland die Portland and Rochester Railroad. Die etwa 78 Kilometer lange, normalspurige Strecke Nashua–Rochester ging am 24. November 1874 in Betrieb. Da ohnehin eine gemeinsame Betriebsführung mit der Worcester&Nashua bestand, wurde sie durch diese am 1. April 1876 gepachtet. Die beiden Gesellschaften fusionierten am 1. Dezember 1883 zur Worcester, Nashua and Rochester Railroad, die später auch mit der Portland&Rochester eine gemeinsame Betriebsführung aufnahm. Ab 1886 stand die Bahn unter der Kontrolle der Boston and Maine Railroad. Die Strecke ist heute stillgelegt.